# Oldenburger Wall (Horst)
Der Oldenburger Wall ist ein slawischer Ringwall, der sich in der schleswig-holsteinischen Gemeinde Horst im Kreis Herzogtum Lauenburg befindet.
Die Wallanlage befindet sich zwischen Neu-Horst und Lehmrade auf einer von Niederungen umgebenen natürlichen Geländekuppe. Ihr Innendurchmesser beträgt 60 m. Der Wall besitzt außen eine Höhe von 7 m und innen eine Höhe von 3 m.
Bei archäologischen Untersuchungen in den Jahren 1911 und 1949 wurden neben Tierknochen auch Tonscherben aus dem 8. bis frühen 9. Jahrhundert n. Chr. gefunden. Spätere geomagnetische Analysen ergaben, dass sich im Innenbereich der Burg keine Gebäude befanden. Zwischen der Burg und dem Oldenburger See lag eine unbefestigte slawische Siedlung.
Der Oldenburger Wall steht als Bodendenkmal unter Denkmalschutz.